# 喀尔曲尕乡
喀尔曲尕乡，是中华人民共和国新疆维吾尔自治区巴音郭楞蒙古自治州尉犁县下辖的一个乡镇级行政单位。

## 行政区划
喀尔曲尕乡下辖以下地区：
喀尔曲尕村、阿瓦提村、琼买里村、阿克牙斯克村和英买里村。